# Göteborgs pepparkaksbageri

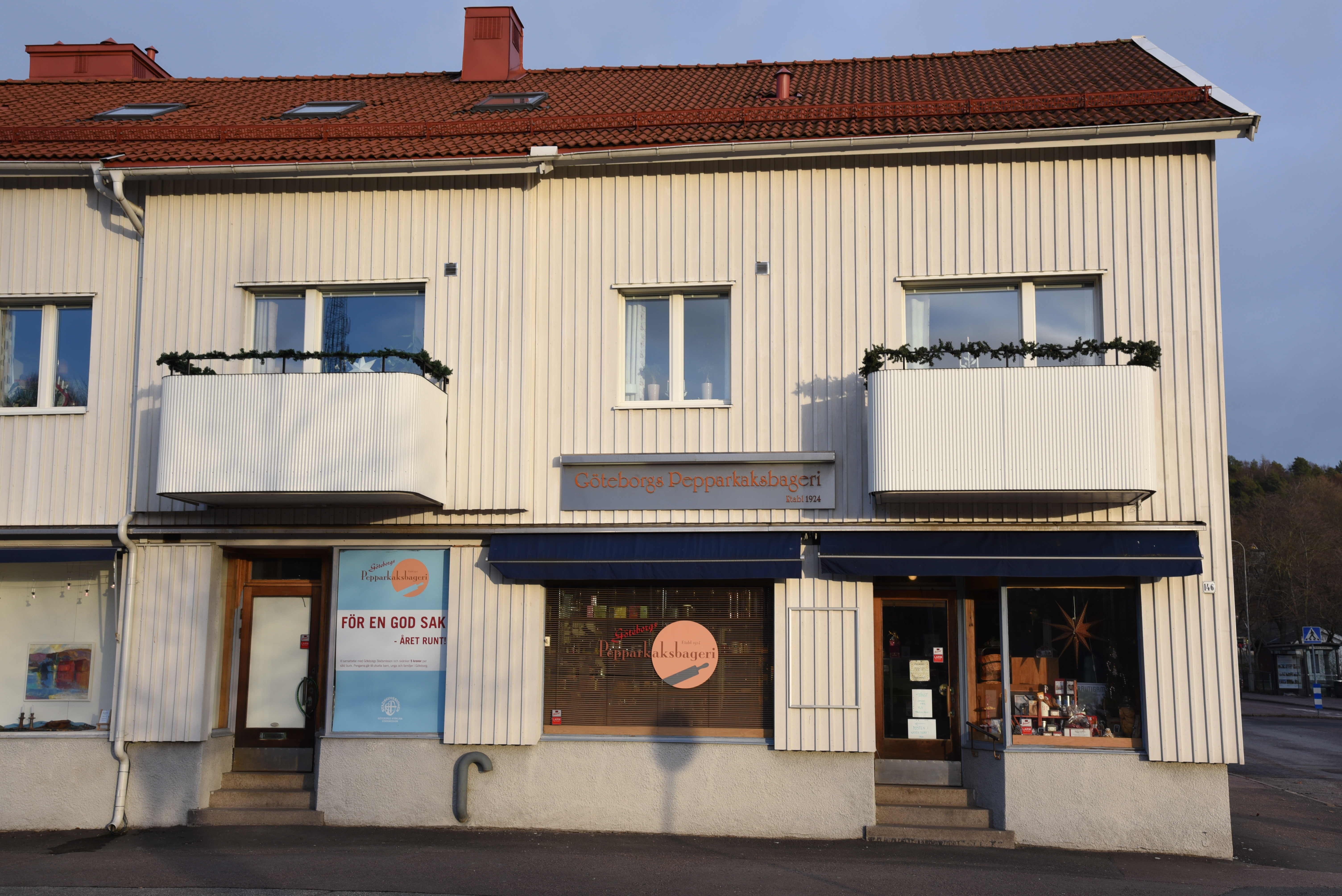
Göteborgs pepparkaksbageri

Göteborgs pepparkaksbageri är ett bageri i stadsdelen Skår i Göteborg som etablerades 1924. Till en början var sortimentet större, men med tiden har bageriet valt att specialisera sig på enbart en produkt, pepparkakor. De har en smak av citrus och är bakade enligt ett hemligt recept. 
Bageriet låg tidigare på Ingeborgsgatan i stadsdelen Lunden. Den nuvarande butiken ligger vid Sankt Sigfridsgatan och har originalinredning från 1940. 
Göteborgs pepparkaksbageri har tilldelats Gastronomiska Akademiens diplom, med motiveringen "mångårig tillverkning av oöverträffade pepparkakor" och en hedersbetygelse från M Sandahl foundation. Bageriet har av tidskriften Gourmet två gånger omnämnts för god matkultur, med motiveringen "Sveriges bästa pepparkaksbageri".